# Seotaiji and Boys 4
《Seotaiji and Boys 4》(서태지와 아이들 IV)는 서태지와 아이들의 네 번째 정규 음반이다. 200만 장 이상 판매되면서 대한민국의 가요 앨범으로는 3번째로 더블 밀리언셀러를 기록하였다.

## 개요
3집이 음악의 측면에서 서태지 본인의 영향력을 많이 보여준 앨범이었다면, 4집은 음악 외적인 패션 스타일, 안무 등에 있어서 큰 변화를 준 앨범이다. 갱스터 랩을 대한민국 주류 음악계에 최초로 소개한 것으로 평가되는 〈컴백홈〉에서 그들이 보여준 패션과 춤은 순식간에 유행이 되었다. 이후 〈필승〉, 〈시대유감〉도 큰 인기를 끌었다.
첫 번째 발표곡이었던 〈컴백홈〉의 경우, 이 노래를 듣고 실제로 가출을 그만둔 청소년의 이야기가 뉴스에 방영되는가 하면, 갱스터 랩의 복장과 동작을 청소년들이 따라한 것이 당시 기성세대들에게 많이 문제시되었다. 또한, TV 방송으로 〈컴백홈〉을 공연하던 과정에서 립싱크(lip sync)만을 요구하는 방송국에 대한 항의의 표현으로 아예 마이크를 소지하지 않은 채 공연하기도 했다.
〈필승〉의 경우 90년대 대중 음악으로서는 드물게 공중파를 통해 3인이 밴드 연주를 펼치는 모습을 보여 주기도 했다.

### 재발매판
2007년 발매된 서태지 15주년 기념 박스세트에 포함된 버전이 2009년에 또 다시 개별적으로 재발매되었다. 초판에서 연주곡만 수록됐던 〈시대유감〉과 〈Good Bye〉는 서태지의 보컬이 삽입된 버전으로 교체되었고, 앨범의 히든트랙으로는 2004년 제로 투어 앨범의 라이브 음원과 2007년에 새롭게 리믹스한 〈컴백홈〉이 수록되었다.

## 논란

### 사전심의제도와 마찰

#### 4집 발매 후
1995년 10월 27일 한국공연윤리위원회는 〈Come Back Home〉, 〈필승〉, 〈1996, 그들이 지구를 지배했을 때〉의 일부 가사가 심의때 제출한 가사와 다르다며 문체부에 제작사인 반도음반에 대한 행정조치를 의뢰하는 한편 불법음반 제작, 배포했다는 혐의로 검찰에 고발하기도 했다. 작곡가 정태춘 등 여러 인물들의 노력 끝에 1996년 6월 7일 사전심의제도가 폐지되었고, 이를 기리는 의미로 서태지와 아이들 세 멤버의 보컬이 들어간 〈시대유감〉의 싱글이 제작되어 7월에 발매되었다.

## 수록곡 목록

### CD
| #   | 제목                                  | 작사           | 작곡           | 편곡           | 재생 시간 |
| --- | ------------------------------------- | -------------- | -------------- | -------------- | --------- |
| 1.  | 〈Yo! Taiji〉                         |                | 서태지         | 서태지         | 1:05      |
| 2.  | 〈슬픈 아픔〉                         | 서태지         | 서태지         | 서태지         | 5:35      |
| 3.  | 〈필승〉 (必勝)                       | 서태지         | 서태지         | 서태지         | 3:45      |
| 4.  | 〈COME BACK HOME〉                    | 서태지         | 서태지         | 서태지         | 3:54      |
| 5.  | 〈시대유감(時代遺感)〉 (instrumental) |                | 서태지         | 서태지         | 3:23      |
| 6.  | 〈1996, 그들이 지구를 지배했을 때〉   | 서태지         | 서태지         | 서태지         | 3:38      |
| 7.  | 〈TAIJI BOYS〉                        | 서태지         | 서태지         | 서태지         | 1:27      |
| 8.  | 〈GOOD BYE〉 (instrumental)           |                | 서태지         | 서태지         | 5:01      |
| 9.  | 〈FREE STYLE〉                        | 서태지, 김종서 | 서태지, 김종서 | 서태지, 김종서 | 3:53      |
| 10. | 〈이너비리스너비〉                    |                | 서태지         | 서태지         | 1:11      |

### TAPE
| #  | 제목                                  | 작사·작곡 | 편곡   | 재생 시간 |
| -- | ------------------------------------- | --------- | ------ | --------- |
| 1. | 〈Yo! Taiji!〉                        |           | 서태지 | 1:05      |
| 2. | 〈슬픈 아픔〉                         | 서태지    | 서태지 | 5:35      |
| 3. | 〈필승(必勝)〉                        | 서태지    | 서태지 | 3:45      |
| 4. | 〈COME BACK HOME〉                    | 서태지    | 서태지 | 3:54      |
| 5. | 〈시대유감(時代遺感) (instrumental)〉 |           | 서태지 | 3:23      |

| #  | 제목                                | 작사·작곡 | 편곡           | 재생 시간 |
| -- | ----------------------------------- | --------- | -------------- | --------- |
| 1. | 〈1996, 그들이 지구를 지배했을 때〉 | 서태지    | 서태지         | 3:38      |
| 2. | 〈TAIJI BOYS〉                      | 서태지    | 서태지         | 1:27      |
| 3. | 〈GOOD BYE (instrumental)〉         |           | 서태지         | 5:01      |
| 4. | 〈FREE STYLE〉                      |           | 서태지. 김종서 | 3:53      |
| 5. | 〈이너비리스너비〉                  |           | 서태지         | 1:11      |

| #   | 제목                                              | 작사·작곡 | 편곡           | 재생 시간 |
| --- | ------------------------------------------------- | --------- | -------------- | --------- |
| 1.  | 〈Yo! Taiji〉                                     |           | 서태지         | 1:05      |
| 2.  | 〈슬픈 아픔〉                                     |           | 서태지         | 5:35      |
| 3.  | 〈필승(必勝)〉                                    |           | 서태지         | 3:45      |
| 4.  | 〈COME BACK HOME〉                                |           | 서태지         | 3:54      |
| 5.  | 〈시대유감(時代遺感)〉 (시대유감 싱글 Vocal Ver.) |           | 서태지         | 3:23      |
| 6.  | 〈1996, 그들이 지구를 지배했을 때〉               |           | 서태지         | 3:38      |
| 7.  | 〈TAIJI BOYS〉                                    |           | 서태지         | 1:27      |
| 8.  | 〈GOOD BYE〉 (Goodbye Best Album Vocal Ver.)      |           | 서태지         | 5:01      |
| 9.  | 〈FREE STYLE〉                                    |           | 서태지, 김종서 | 3:53      |
| 10. | 〈이너비리스너비〉                                | 서태지    | 서태지         | 1:11      |
| 11. | 〈슬픈 아픔〉 ('04 Zero Live)                     |           |                | 6:00      |
| 12. | 〈필승〉 ('04 Zero Live)                          |           |                | 3:55      |
| 13. | 〈'07 Come Back Home〉 (Remix)                    |           | 김석중, 서태지 | 3:55      |

## 수록곡 소개
1. 슬픈 아픔: 록 발라드 곡으로 인기를 끌었다. 서태지의 보컬만 있으며 2000 - 2001 태지의 화 공연에서 라이브를 선보였다. 2013년에는 tvN의 드라마 《응답하라 1994》에 삽입되기도 하였다.
2. 필승: 뮤직 비디오 제작 과정에서 서울 시내에서 게릴라 콘서트를 펼친 것으로 유명하다. 2000 - 2001 태지의 화 공연에서 라이브를 선보였다.
3. 컴백홈: 2000 - 2001 태지의 화 공연에서 양현석과 같이 불렀다. 2007년 15주년 기념앨범에 리믹스 버전이 수록된다.
4. 시대유감(時代遺憾) : 가사문제로 심의를 통과하지 못해 연주곡으로 수록되었으나 사전심의제도 폐지후 가사버전이 싱글로 발매되었다.
5. 1996, 그들이 지구를 지배했을 때 : 2004년 KBS 교감 콘서트에서 Rock 버전으로 편곡하여 불렀다.
6. Good Bye : 연주곡이지만 Good Bye 베스트 앨범에 가사가 삽입되어 수록된다.
7. Free Style: 김종서와 함께 부른 곡으로, 김종서의 4집앨범 <THERMAL ISLAND>에도 수록되었다. 당시 뮤직비디오에 등장한 스노 보드 패션이 화제가 되었다. 2000 - 2001 태지의 화 공연에서 김종서와 함께 라이브를 선보였다. 김종서 5집<1996 KIM JONG SEO V>에는 Free Style 2라는 이름의 이 곡의 신버전이 수록되어 있다.

## 제작진
이 목록은 해당 앨범의 부클릿에서 발췌하였다.
| 서태지와 아이들 - 서태지: 랩, 보컬, 작사·작곡(트랙 9 공동작곡)·편곡, 기타(2, 3, 7, 10), 베이스 기타(9) - 양현석: 랩, 보컬, 안무 - 이주노: 랩, 보컬, 안무 참여 음악인 - 김종서: 작곡(트랙 9 공동작곡), 보컬(9) - Michael Landau: 기타(1, 5) - Tim Pierce: 기타(2, 3, 9) - 조시 프리스: 드럼(1, 2, 3, 5) - Neil Stubenhaus: 베이스(1, 2, 3, 5) - DJ Ralph M: 스크래치(4, 9) - 이정식: 색소폰(트랙 8) | 스탭 - 서태지: 프로듀서, 녹음 기술자, 믹싱 기술자(7, 10) - 김국: 공동 프로듀서, 녹음 기술자, 믹싱 기술자(7, 10) - Jason Robert: 녹음 기술자 - Capital Record Tower Mastering(LA), 사운드 비전(서울특별시): 마스터링 스튜디오 - Jason Arnold, 김호정: 마스터링 기술자 - Larrabee Studio, Image Studio(로스앤젤레스): 믹싱 스튜디오 - Jason Robert: 믹싱 기술자(트랙 7,8,10 제외) - John Ven Nest: 믹싱 기술자(8) - Michael Scotella(Ocean Way Studio), Lamont Hyde(Larrabee Studio): 보조 기술자 - 김철, 이상철, 이지원, 이경미: 매니지먼트 - Janice Ha(Team ACE): 사진 - Isabelle, Christoper Richardson, 김세권, M.D.Ph.D, We 프로덕션: 코퍼레이터 - 채송아: 카피라이터 |

### 2007/2009 리마스터링 재발매판
- 서태지: 프로듀서, 이그제큐티브 프로듀서, 리믹스(13)
- 김석중: 리믹스(13)
- Tower Mastering studio(로스엔젤레스), Techno-T studio: 마스터링 스튜디오